# Pilnik (osada)
Pilnik – osada w Polsce położona w województwie warmińsko-mazurskim, w powiecie lidzbarskim, w gminie Lidzbark Warmiński.
W latach 1975–1998 miejscowość administracyjnie należała do województwa olsztyńskiego. Osada znajduje się w historycznym regionie Warmia.
We wsi barokowy kościół z początku XVIII wieku.